# Karol Michał Lanckoroński
Karol Michał Lanckoroński herbu Zadora (ur. 16 listopada 1799 w Wiedniu, zm. 16 maja 1863 tamże) – polski szlachcic, hrabia, mecenas sztuki, dyrektor wiedeńskich teatrów dworskich, kawaler orderu Złotego Runa.

## Biografia
Urodził się w Wiedniu w rodzinie Antoniego Józefa hr. Lanckorońskiego i Ludwiki hr. Beydo-Rzewuskiej 16 listopada 1799 roku. Był w latach 1856–1863 wielkim podkomorzym. Sprawował nadzór nad cesarskimi zbiorami sztuki. Pełnił urząd dyrektora wiedeńskich teatrów dworskich.